# Silva Gonzalez

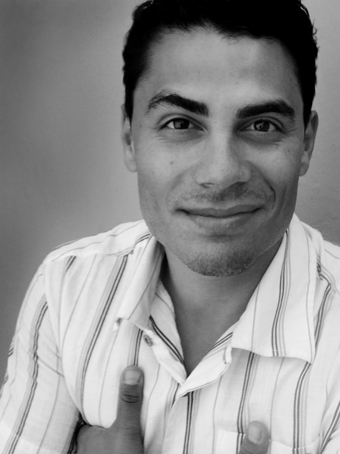
Silva Gonzalez, 2008

Hayrettin Silva Gonzalez (* 5. Mai 1979 in Hamburg) ist ein deutscher Sänger, Schauspieler und Entertainer. Er ist Mitglied der Latino-Pop-Band Hot Banditoz.

## Leben und Wirken

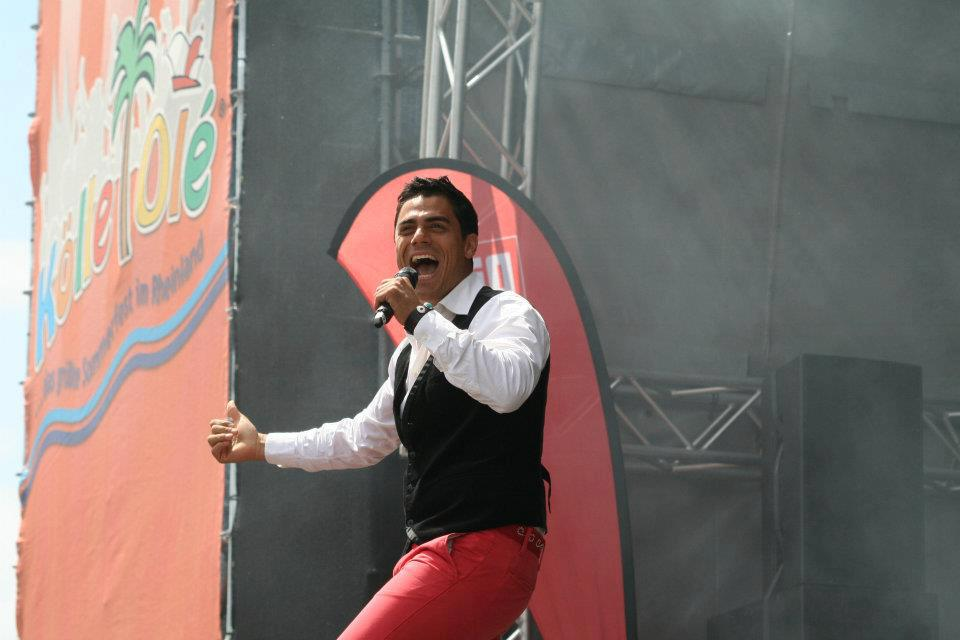
Silva Gonzalez auf der Bühne

Gonzalez’ Mutter stammt aus Chile, sein Vater aus der Türkei. Im Alter von fünf Jahren zog seine Mutter mit der Familie von Hamburg nach Gartow im Landkreis Lüchow-Dannenberg. Dort besuchte Gonzalez die Grundschule, das Internat in Dassel im Landkreis Northeim und die Realschule in Dannenberg (Elbe). Mit dem Abschluss 1998 ging er zurück nach Hamburg und machte eine Ausbildung zum Werbekaufmann bei VPS Event & Promotion Kommunikation (heute Publicis Groupe) in Hamburg mit Abschluss im Jahr 2002. Während Jobs im Promotion- und Moderationsbereich entdeckte Gonzalez seine Leidenschaft für das Fernsehen und spielte ab 2005 mehrere Rollen im TV und Film. Sein erstes Musikprojekt hatte Gonzalez 2002 mit Spitfire, deren Single Ready for This? als DSF-Formel-1-Hymne verwendet wurde. Bei einem Casting für die Band Hot Banditoz, bei Universal Music unter Vertrag, wurde Gonzalez 2004 als Sänger ausgewählt. Mit der Debüt-Single Veo Veo stieg die Band auf Platz drei in die deutschen Single-Charts ein und erreichte Goldstatus.
Nach seinem Ausstieg aus der Band im Jahr 2008 konzentrierte er sich auf die Schauspielerei und engagierte sich neben Modeljobs für Werbekampagnen in Print, TV und Internet auch in der Kinderbetreuung. Im November 2011 kehrte er in die Band zurück. Anfang 2013 war er Teilnehmer der siebten Staffel von Ich bin ein Star – Holt mich hier raus!. Gonzalez lebt in Hamburg.

## Diskografie
Für die Diskografie von Hot Banditoz, siehe Hot Banditoz#Diskografie.
- 2003: Ready For This? – mit Spitfire
- 2014: So sehen Sieger aus

## Filmografie (Auswahl)

### Als Schauspieler
- 2005: Die Braut von der Tankstelle (SAT 1, Produktion: Multimedia Film- und Fernsehproduktion, Regie: Josh Broecker)
- 2006: Heute heiratet mein Ex (SAT 1, Produktion: Hofmann und Voges Entertainment, Regie: Edzard Onnecken)
- 2008: Die Bienen – Tödliche Bedrohung (SAT 1, Produktion: Wasabifilm, Regie: Michael Karen)
- 2009: Anna und die Liebe (SAT 1, Produktion: Producers at work, Regie: Zsolt Bács)
- 2006/2009: Der Dicke (ARD, Produktion: Studio Hamburg, Regie: Josh Broecker)
- 2009: Schatten der Gerechtigkeit (SAT 1, Produktion: Cinezentrum, Regie: Hans-Günther Bücking)
- 2010: 380.000 Volt – Der große Stromausfall (SAT 1, Produktion: Constantin Film & TV, Regie: Sebastian Vigg)
- 2011: Bauernfrühstück – Der Film (Kino, Produktion & Regie: Michael Söth)
- 2012: Katja Engel (ZDF, Produktion: Ziegler Film GmbH & Co.KG, Regie: Josh Broecker)
- 2013: Die Pastorin (ZDF, Regie: Josh Broecker)

### Sonstige Fernsehauftritte
Silva Gonzalez trat in mehreren Fernsehproduktionen als Kandidat oder Darsteller auf:
- 2012: mieten, kaufen, wohnen
- 2013: Ich bin ein Star – Holt mich hier raus!
- 2013: Das perfekte Promi Dinner im Schlafrock
- 2015: Spiegel TV
- 2015: Markus Lanz
- 2023: Prominent getrennt – Die Villa der Verflossenen
- 2024: Kampf der Realitystars – Schiffbruch am Traumstrand
- 2025: The 50
- 2025: Das Sommerhaus der Stars – Kampf der Promipaare